# Tổng giáo phận Madrid
Tổng giáo phận Madrid là một tổng giáo phận Công giáo Rôma được thành lập vào ngày 7 tháng 3 năm 1885 bởi Giáo hoàng Lêô XIII. Ban đầu, lãnh thổ tổng giáo phận này là một phần thuộc Tổng giáo phận Toledo, được nâng lên làm tổng giáo phận ngày 25 tháng 3 năm 1964 bởi Giáo hoàng Phaolô VI. Tổng Giám mục hiện nay của Madrid là Carlos Osoro Sierra (từ năm 2014). Nhà thờ chính tòa Almudena là nhà thờ chính tòa của tổng giáo phận Madrid.
Tổng giáo phận này đã đăng cai Đại hội Giới trẻ Thế giới 2011.
Theo năm 2014, tổng giáo phận này đã phục vụ mục vụ 3.553.000 người Công giáo (86,7% tổng số 4.099.700) trên 3.663 km² tại 482 giáo xứ và 108 nhiệm vụ với 3.1107 linh mục (1.417 giáo phận, 1.690 tôn giáo), 31 phó tế, 9.082 giáo sĩ 204 chủng sinh.